# بورتنيوف سور مير (كيبك)
بورتنيوف سور مير (بالإنجليزية: Portneuf-sur-Mer, Quebec)‏ هي معلم جغرافي و بلدية محلية في كيبيك تقع في كندا في Côte-Nord. يقدر عدد سكانها بـ 761 نسمة ومساحتها 208.30 كم2 .